# Longipedia helgolandica
Longipedia helgolandica is een eenoogkreeftjessoort uit de familie van de Longipediidae. De wetenschappelijke naam van de soort is voor het eerst geldig gepubliceerd in 1949 door Klie.